# Upside Down
Upside Down ist ein Lied von Diana Ross aus dem Jahr 1980, das von Nile Rodgers und Bernard Edwards geschrieben wurde. Es erschien auf dem Album Diana.

## Geschichte
Ursprünglich war das Lied für Aretha Franklin vorgesehen, doch nach deren Ablehnung nahm Ross es an. Upside Down wurde am 18. Juni 1980 veröffentlicht.
Das Stück ist 4:07 Minuten lang, auf der B-Seite der Single befindet sich das Lied Friend to Friend.

## Musikvideo
Das Musikvideo enthält keinerlei Handlung und besteht größtenteils aus zusammengeschnittenen Szenen. In einigen Sequenzen posiert Diana Ross in verschiedenen Kleidern vor der Kamera und nebenbei werden auch Bilder von ihr eingeblendet.

## Kommerzieller Erfolg

### Chartplatzierungen
Upside Down wurde ein Nummer-eins-Hit in den Vereinigten Staaten, Australien, Neuseeland, Schweiz, Norwegen und Schweden.
| ChartsChartplatzierungen       | Höchstplatzierung | Wochen |
| ------------------------------ | ----------------- | ------ |
| Deutschland (GfK)              | 3 (25 Wo.)        | 25     |
| Österreich (Ö3)                | 2 (12 Wo.)        | 12     |
| Schweiz (IFPI)                 | 1 (13 Wo.)        | 13     |
| Vereinigte Staaten (Billboard) | 1 (29 Wo.)        | 29     |
| Vereinigtes Königreich (OCC)   | 2 (12 Wo.)        | 12     |

| ChartsJahrescharts (1980)      | Platzierung |
| ------------------------------ | ----------- |
| Deutschland (GfK)              | 44          |
| Schweiz (IFPI)                 | 4           |
| Vereinigte Staaten (Billboard) | 18          |
| Vereinigtes Königreich (OCC)   | 22          |

### Auszeichnungen für Musikverkäufe
| Land/Region                  | Auszeichnungen für Musikverkäufe (Land/Region, Auszeichnung, Verkäufe) | Verkäufe  |
| ---------------------------- | ---------------------------------------------------------------------- | --------- |
| Dänemark (IFPI)              | Gold                                                                   | 45.000    |
| Italien (FIMI)               | Gold                                                                   | 50.000    |
| Kanada (MC)                  | Platin                                                                 | 150.000   |
| Neuseeland (RMNZ)            | Gold                                                                   | 10.000    |
| Niederlande (NVPI)           | Gold                                                                   | 100.000   |
| Vereinigte Staaten (RIAA)    | Gold                                                                   | 1.000.000 |
| Vereinigtes Königreich (BPI) | Platin                                                                 | 600.000   |
| Insgesamt                    | 5× Gold · 2× Platin ·                                                  | 1.955.000 |

## Coverversionen
- 1980: Maja Catrin Fritsche
- 1990: Kid Rock (The Upside)
- 1995: Die Fabulösen Thekenschlampen (Hoch und Tief)
- 1996: MC Lyte (Cold Rock a Party)
- 1996: Salt ’n’ Pepa
- 1997: Tom Jones feat. Dusty Springfield
- 2000: Destiny’s Child
- 2003: Hélène Ségara
- 2004: Alcazar (This Is the World We Live In)
- 2004: Kevin Lyttle (I Got It)
- 2004: Siggi Schwarz & The Electricguitar Legends Vol. 1
- 2006: The BossHoss